# Transport kolejowy w Portugalii

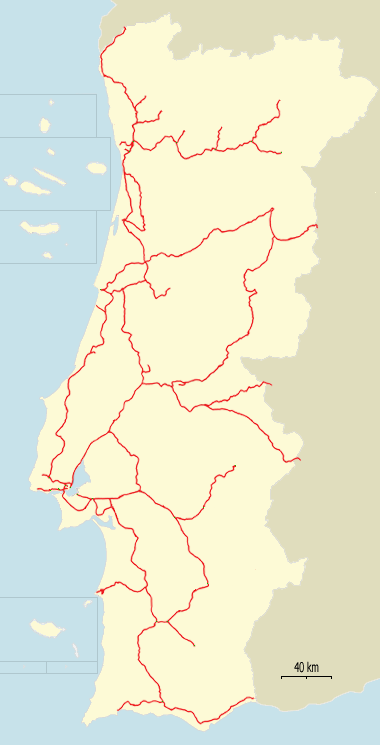
Czynne linie kolejowe w Portugalii (3.12.2007 roku)

Transport kolejowy w Portugalii – sieć połączeń kolejowych na terenie Portugalii. Portugalia jest członkiem Międzynarodowego Związku Kolei (UIC) od 1922 roku. W roku 2019 przewieziono ponad 145 mln pasażerów.

## Przewoźnicy

### Narodowy przewoźnik
Narodowym przewoźnikiem jest istniejący od 1860 roku Comboios de Portugal.

### Metro
Kraj posiada trzy systemy metra o łącznej długości 180 km.
- metro w Lizbonie
- metro w Porto
- Metro Transportes Sul do Tejo (MTS).

### Inni
Jednym z przewoźników prywatnych jest Fertagus.

## Kolej Portugalii w liczbach
| Kategoria                                                          | Liczba     |
| ------------------------------------------------------------------ | ---------- |
| Długość wszystkich torów łącznie (w km)                            | 3 621,6 km |
| Towary przewożone koleją rocznie (w tonach)                        | 10 600 000 |
| Cyrkulacja kolejowa rocznie (w km)                                 | 36.400.000 |
| Wszystkie stacje                                                   | ponad 900  |
| w tym stacje z usługami kolejowymi (pasażerskimi i/lub towarowymi) | 465        |
| Mosty i tunele                                                     | 2000       |

Źródło: oficjalna strona internetowa Infraestruturas de Portugal

## Torowiska portugalskie w liczbach
| Długość wszystkich torów | 3 621,6 km (100%)                       |
| ------------------------ | --------------------------------------- |
| w tym eksploatowane      | 2 526 km (70%)                          |
| w tym zelektyfikowane    | 1 791,2 km (70,8% eksploatowanej sieci) |
| w tym w jednym torze     | 1916 km (75,85% eksploatowanej sieci)   |
| w tym w wielu torach     | 610 km (24,15% eksploatowanej sieci)    |

Źródło: oficjalna strona internetowa Infraestruturas de Portugal

## Galeria

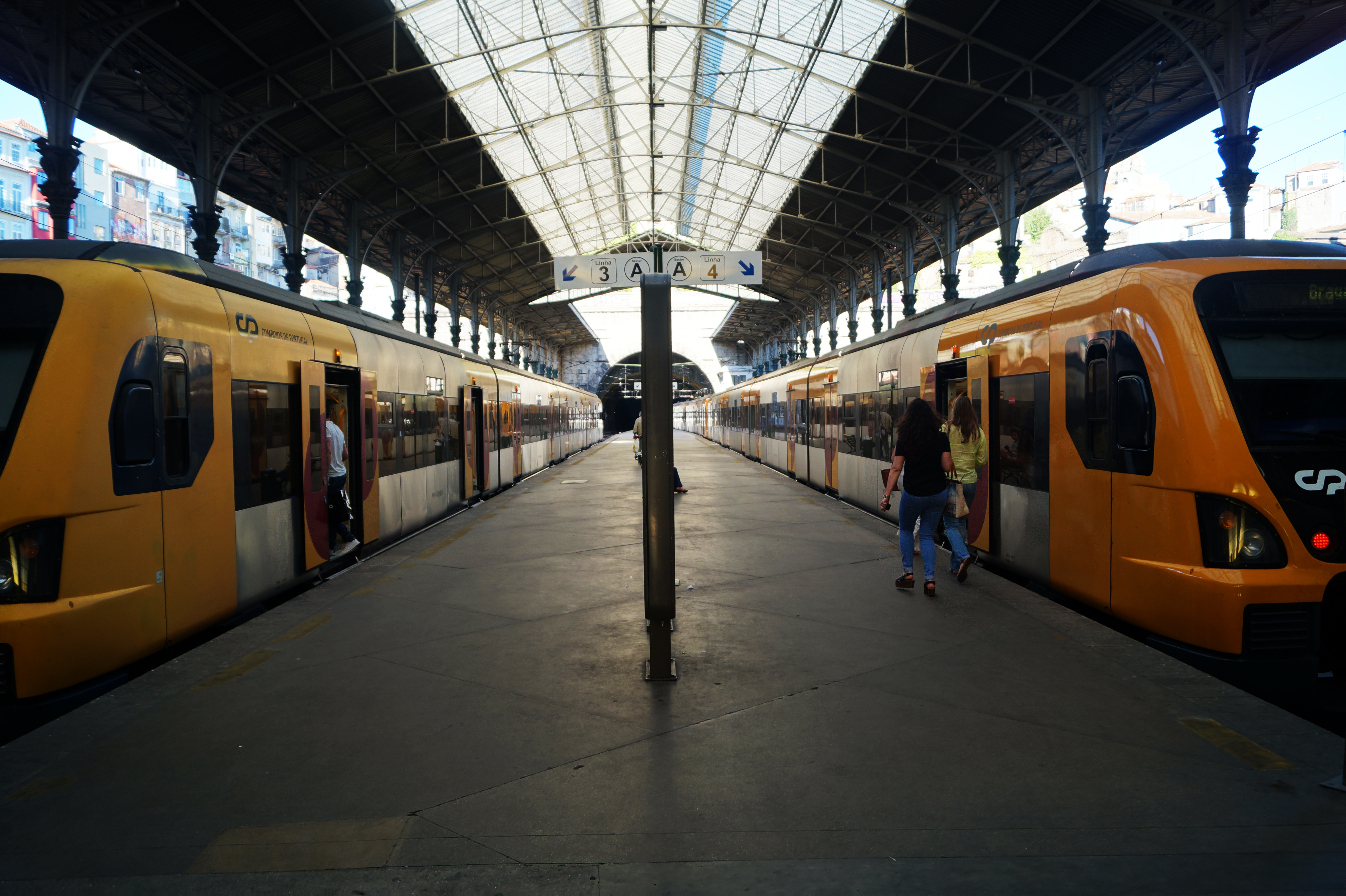
Pociągi w północnej części kraju
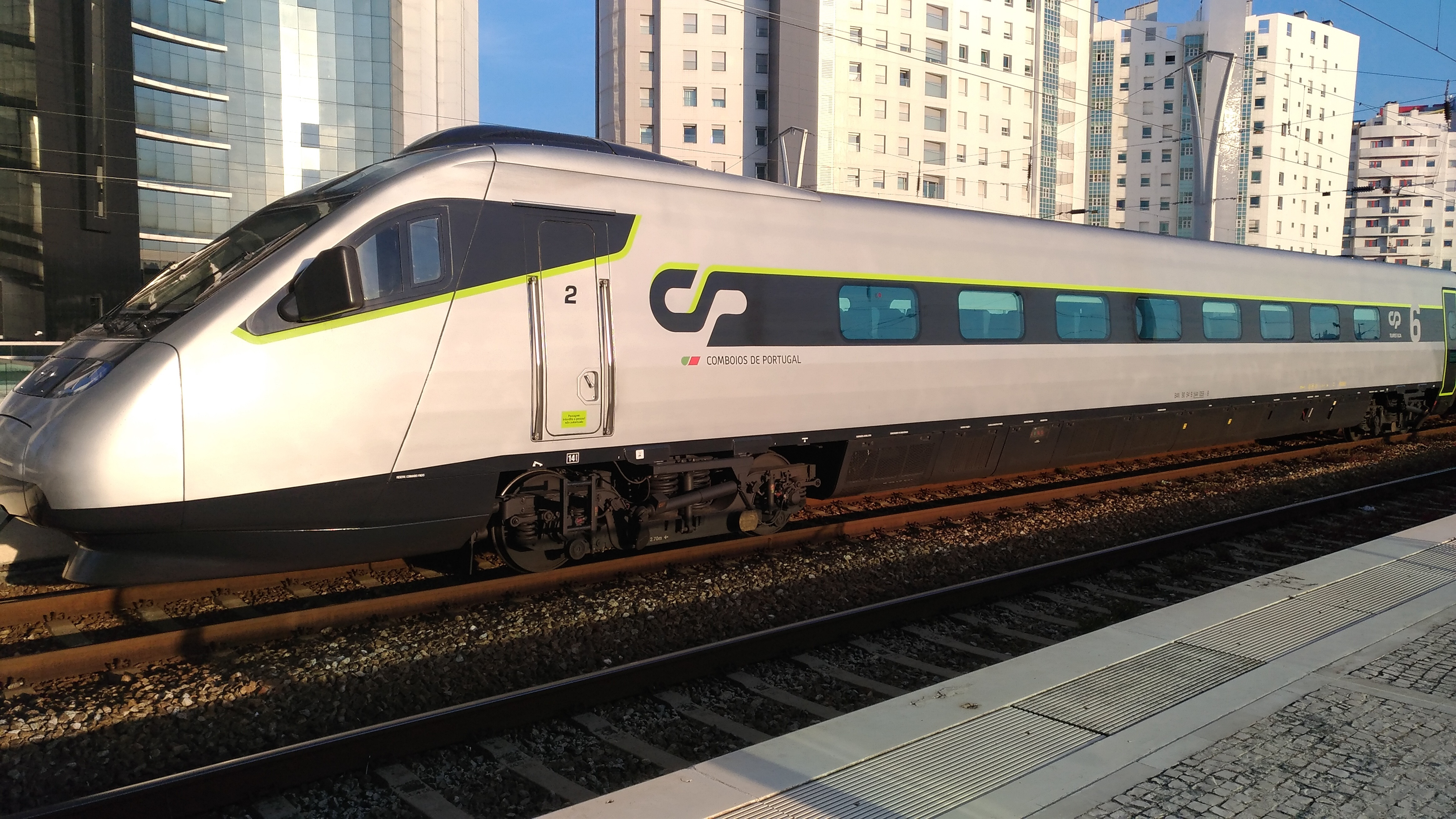
Jeden z nowych wagonów przewoźnika narodowego
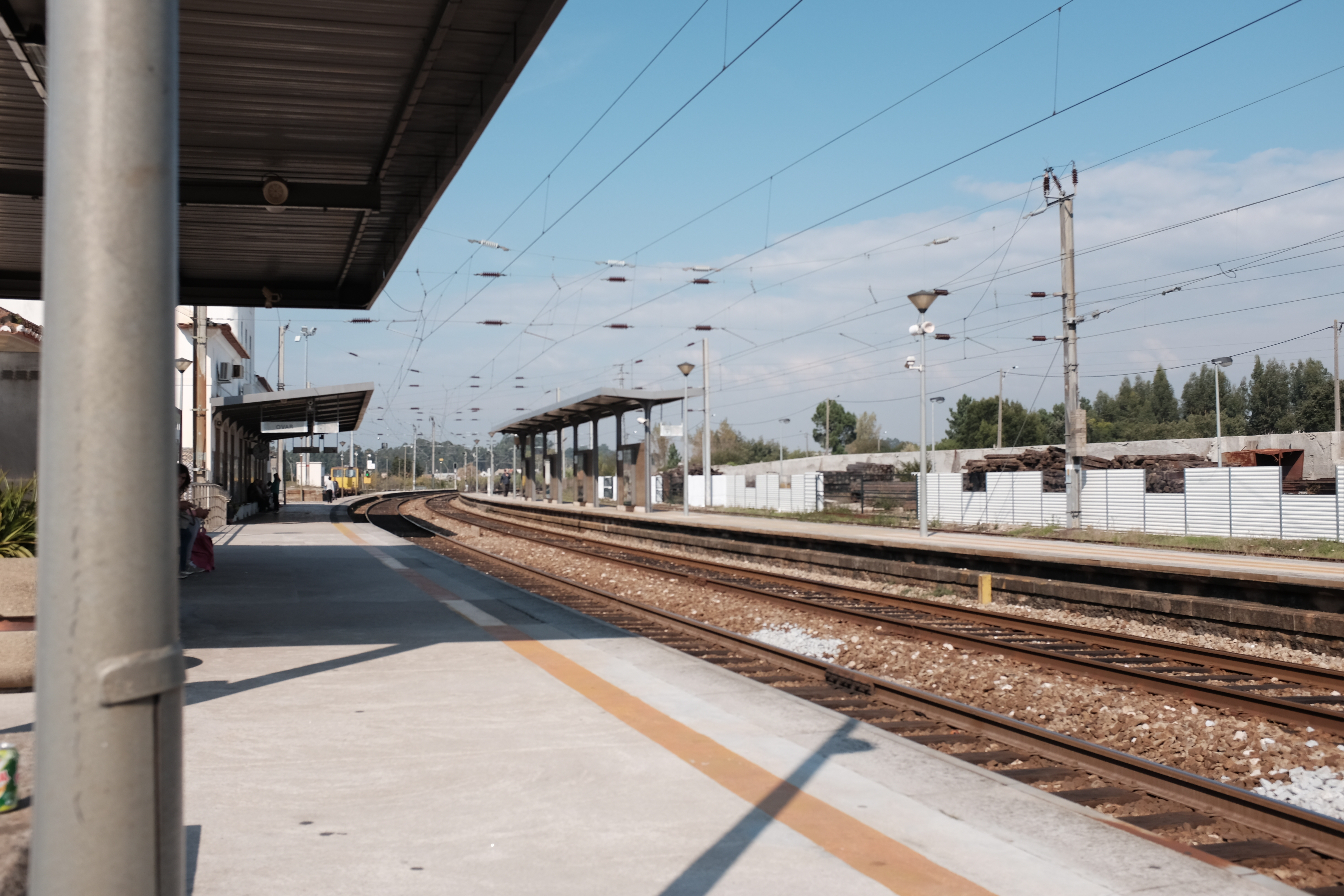
Dworzec w Ovar
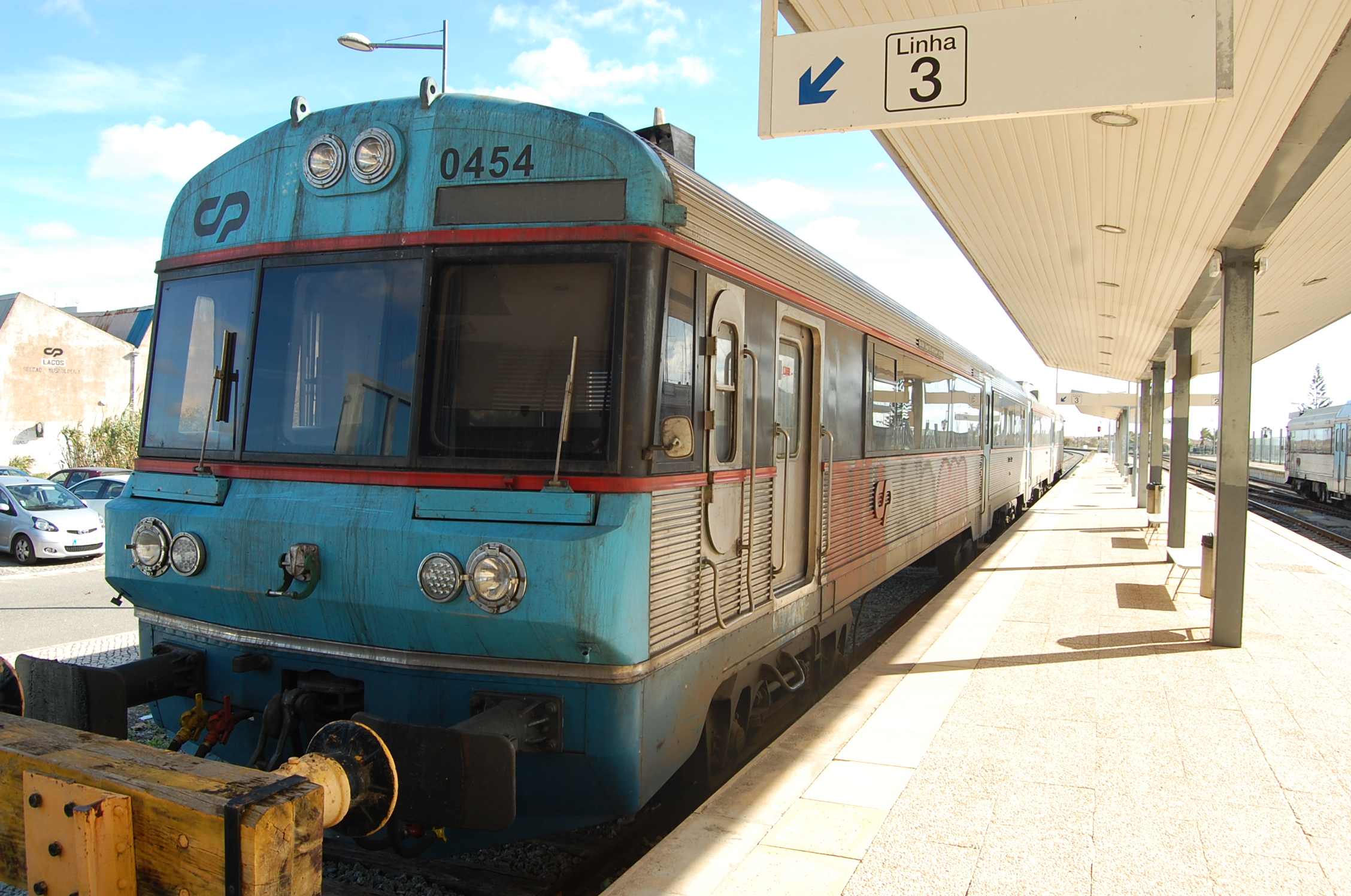
Pociąg na stacji w Lagos
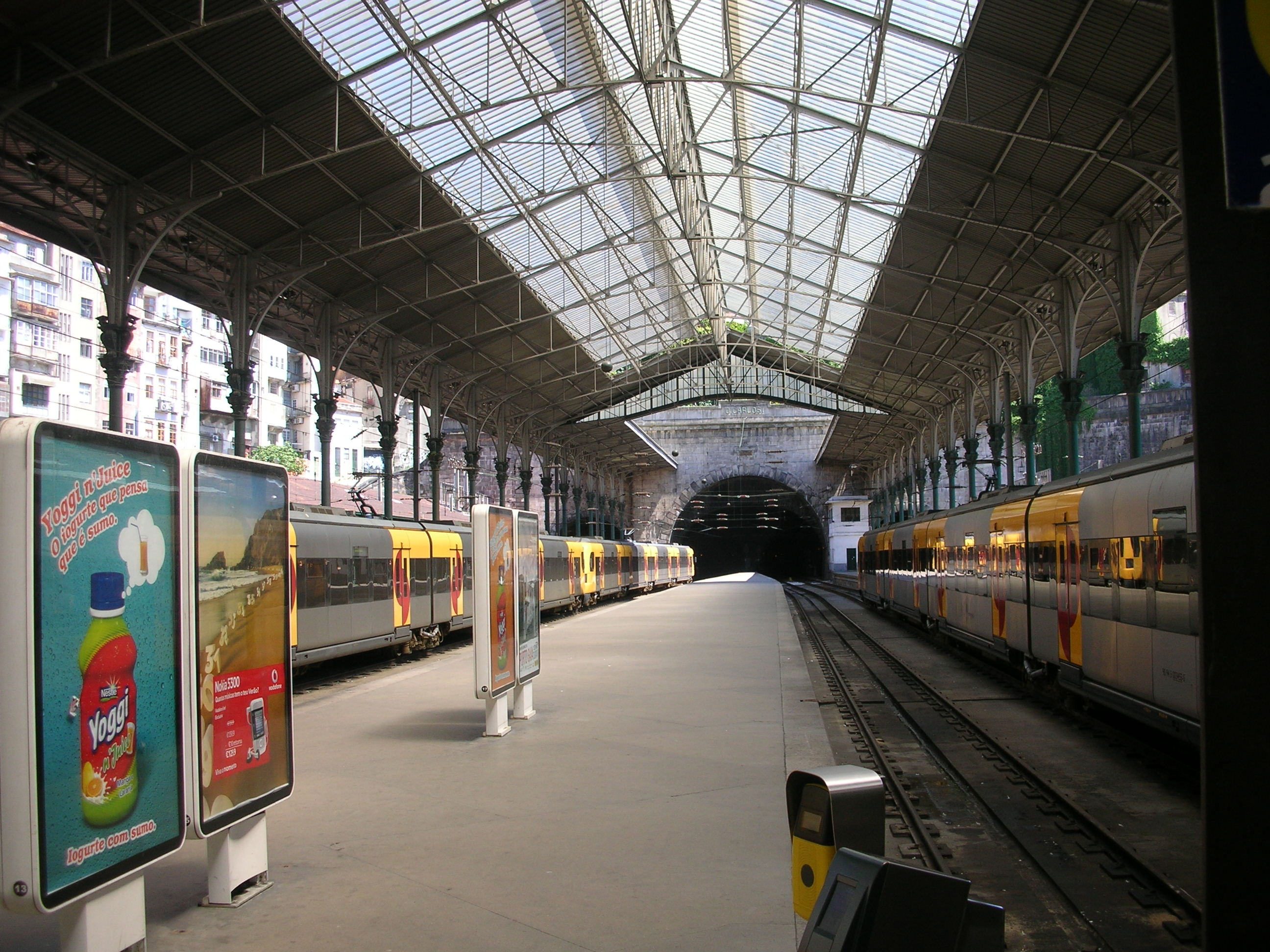
Jedna ze stacji kolejowych w Porto (São Bento)
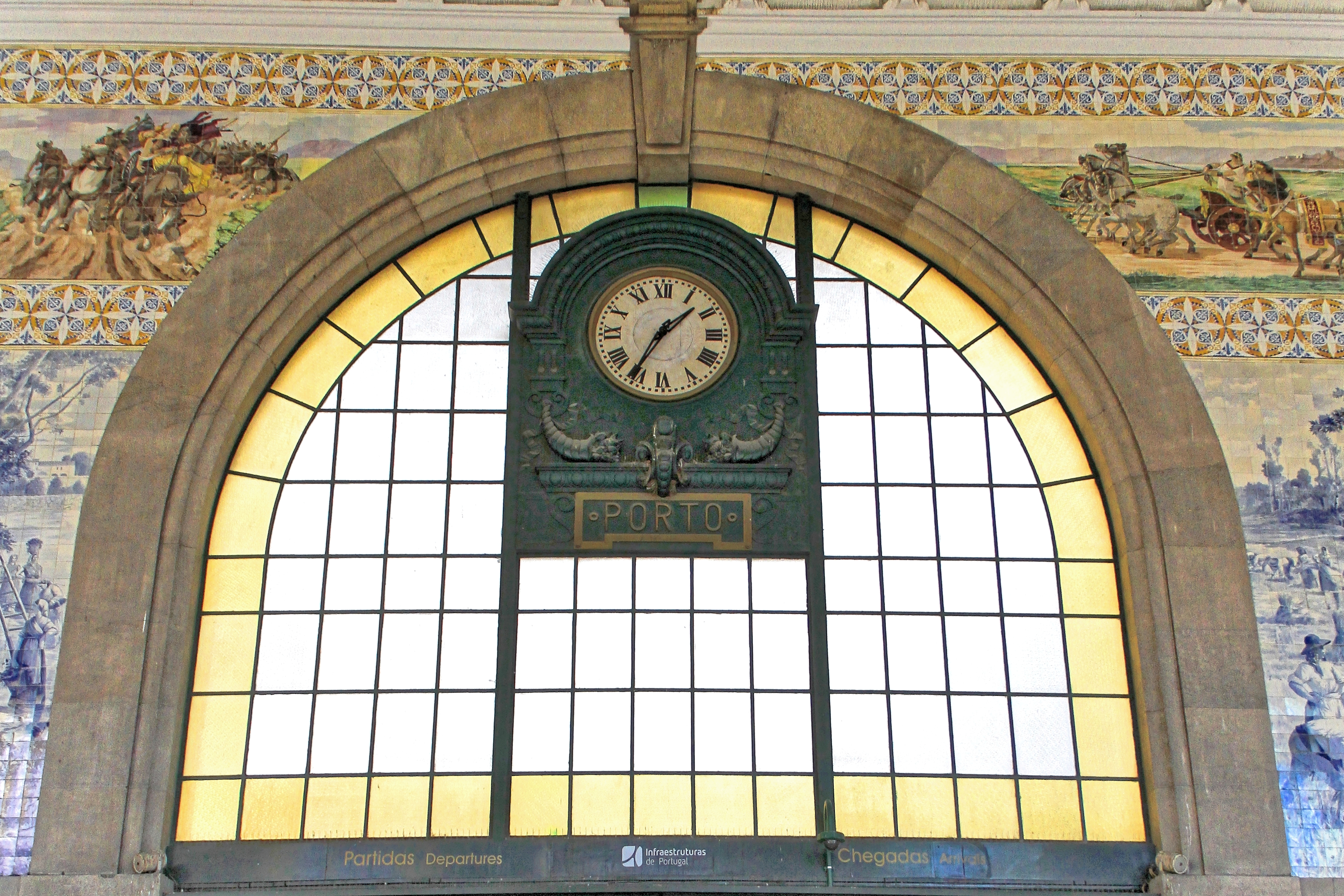
Zegar na stacji Porto-São Bento